# Wolfsberger AC
Wolfsberger AC je austrijski profesionalni nogometni klub iz Wolfsberga. Natječe se u austrijskoj Bundesligi, u najjačem razredu austrijskog nogometa.

## Povijest
Klub su 1931. godine osnovali: Adolf Ptazcowsky, Karl Weber, Hermann Maierhofer, Franz Hafner i Michael Schlacher. Nakon provedenih dugih 37 godina u nižim ligama, klub ostvaruje plasman u Regionalnu ligu Austrije.

## Uspjesi
Erste Liga
- (1): 2011./12.

## Vanjske poveznice
- Službene stranice